# 唐菆
唐菆，新朝至东汉初年笮都地区牦牛夷（纳西族先民）部落，一说唐菆为部落首领的名字。
汉明帝永平年间，益州（治所在今四川成都）刺史朱辅奉行与蛮族睦邻的政策，“在州数岁，宣示汉德，威怀远夷”，牦牛缴外的白狼王唐菆及槃木等百余部落，户三十余万，口六百万以上，举族奉贡，称为臣仆，归附东汉王朝。向汉朝献颂诗三章，即《远夷乐德歌》、《远夷慕德歌》和《远夷怀德歌》，表示臣属慕化归义。三歌以汉字记音，共四十四句，一百七十六字，是为著名的《白狼歌》。《远夷乐德歌》称其向往汉朝“闻风而化，所见奇异”，《远夷慕德歌》歌颂汉朝“圣德深恩，与人富厚”，《远夷怀德歌》表示自己“传告种人，长愿臣仆”。徐嘉瑞《大理古代文化史稿》认为，白狼一名白兰，为“西羌之别种， 其地在今四川理蕃县”。